# Blanzée
Blanzée és un municipi francès situat al departament del Mosa i a la regió del Gran Est. L'any 2007 tenia 19 habitants.

## Demografia

### Població
El 2007 la població de fet de Blanzée era de 19 persones. Hi havia 8 famílies, de les quals 4 eren unipersonals (4 dones vivint soles) i 4 parelles amb fills.
La població ha evolucionat segons el següent gràfic:
Habitants censats

### Habitatges
Tots els 7 habitatges que hi havia el 2007 eren l'habitatge principal de la família. Tots els 7 habitatges eren cases. Tots els 7 habitatges principals que hi havia estaven ocupats pels seus propietaris; 2 tenien quatre cambres i 6 en tenien cinc o més. 5 habitatges disposaven pel capbaix d'una plaça de pàrquing. A 5 habitatges hi havia un automòbil i a 2 n'hi havia dos o més.

## Economia
El 2007 la població en edat de treballar era de 12 persones, 9 eren actives i 3 eren inactives. Les 9 persones actives estaven ocupades(6 homes i 3 dones). De les 3 persones inactives 1 estava jubilada, 1 estava estudiant i 1 estava classificada com a «altres inactius».
Activitats econòmiques
L'any 2000 a Blanzée hi havia 6 explotacions agrícoles.

## Poblacions properes
El següent diagrama mostra les poblacions més properes.